# Valencene
Il valencene è un composto organico sesquiterpene biciclico. Contenuto nell'olio di agrumi, è responsabile dell'odore delle arance fresche. Il nome valencene deriva dalla città di Valencia, in Spagna, famosa per la cultivar di arancia dolce, dalla quale il composto può essere ricavato a basso costo. Il valencene presente in commercio viene anche prodotto per via sintetica o biotecnologica.

## Presenza in natura
La molecola possiede tre centri chirali e sono possibili 8 stereoisomeri. L'isomero (+)-valencene, mostrato in figura, è presente in natura, e si trova principalmente in arance dolci, mandarini, limoni e pompelmi. Inoltre, è stato identificato in numerose altre specie, tra le quali Cyperus rotundus, Myrica rubra e Melissa officinalis.

## Uso
Nel 2022 sono state commercializzate circa 15 tonnellate di valencene. Il composto viene usato per aromatizzare cibi, bevande, e altri prodotti per la casa e per la cura personale, nonché come prodotto di partenza per composti più pregiati come il nootkatone.

## Tossicità / Indicazioni di sicurezza
È stato condotto uno studio per valutare la sicurezza d'impiego del valencene in cosmetici e altri prodotti domestici, concludendo che il composto è sicuro nell'ambito degli usi esaminati.